# کوه دوسن
کوه دوسن (به لاتین: Dossen) یک کوه در سوئیس است که در Innertkirchen واقع شده‌است. کوه دوسن ۳٬۱۴۴ متر بالاتر از سطح دریا واقع شده‌است.